# Lac Kaasisiwakamak
Lac Kaasisiwakamak är en sjö i Kanada.   Den ligger i regionen Mauricie och provinsen Québec, i den sydöstra delen av landet, 300 km norr om huvudstaden Ottawa. Lac Kaasisiwakamak ligger 409 meter över havet. Arean är 1,4 kvadratkilometer. Den sträcker sig 1,6 kilometer i nord-sydlig riktning, och 1,7 kilometer i öst-västlig riktning.
Trakten runt Lac Kaasisiwakamak är nära nog obefolkad, med mindre än två invånare per kvadratkilometer.